# Sphenomorphus beauforti
Sphenomorphus beauforti este o specie de șopârle din genul Sphenomorphus, familia Scincidae, descrisă de De Jong în anul 1927. Conform Catalogue of Life specia Sphenomorphus beauforti nu are subspecii cunoscute.